# Matteo Beretta
Matteo Beretta (* 23. März 1994) ist ein ehemaliger italienischer Automobilrennfahrer. Er startete von 2010 bis 2012 in der European F3 Open.

## Karriere
Beretta begann seine Motorsportkarriere 2001 im Kartsport, in dem er bis 2009 aktiv war. Unter anderem wurde er 2009 Zweiter der europäischen und der asiatisch-pazifischen KF2-Kartmeisterschaft. 2010 wechselte Beretta in den Formelsport. Zunächst startete er für TP Motorsport in der Formel Abarth. Nach vier punktelosen Rennen verließ er die Serie und wechselte in die italienische Formel-3-Meisterschaft, wo er erneut für TP Motorsport antrat. Er nahm an sechs Rennwochenenden teil und blieb auch hier punktelos. Anschließend trat er für RP Motorsport zu den letzten drei Veranstaltungen der European F3 Open an. Er erzielte bei der Hälfte aller Rennen Punkte und ein vierter Platz war sein bestes Resultat. 2011 blieb Beretta die ganze Saison bei RP Motorsport in der European F3 Open. Während mit David Fumanelli einer seiner Teamkollegen den Vizemeistertitel erzielte, beendete Beretta die Saison mit einem dritten Platz als bestes Ergebnis auf dem elften Platz. Anfang 2012 nahm Beretta für Cedars an der Winterserie der European F3 Open teil. Dabei gelang ihm ein vierter Platz.
Anschließend trat Beretta zunächst in der Auto GP World Series an. Nachdem er den Saisonauftakt für Virtuosi Racing UK bestritten hatte, wechselte er fürs zweite Rennwochenende zu Zele Racing. Er blieb ohne Punkte. Anschließend kehrte er zu Cedars in die European F3 Open zurück. Auch in dieser Serie endete sein Engagement vorzeitig.

## Statistik

### Karrierestationen
| - 2001–2009: Kartsport - 2010: Formel Abarth (Platz 36) - 2010: Italienische Formel 3 (Platz 38) | - 2010: European F3 Open (Platz 17) - 2011: European F3 Open (Platz 11) - 2012: European F3 Open, Winterserie | - 2012: Auto GP (Platz 24) - 2012: European F3 Open (Platz 11) |